# Horcajo de los Montes
Horcajo de los Montes es un municipio y localidad española de la provincia de Ciudad Real, en la comunidad autónoma de Castilla-La Mancha. El término municipal tiene una población de 795 habitantes (INE 2024).

## Geografía
Se localiza a 510 m sobre el nivel del mar, en la gran depresión anticlinal, que desde esta población, por el noroeste, llega y sobrepasa el municipio de Anchuras.
Horcajo de los Montes está situado en la confluencia del Arroyo del Rubial con el Arroyo de la Chorrera, que a su vez forman dos largos valles en la confluencia de valles y rañas. Cruza el municipio un ramal o cañada de enlace de la antigua Mesta perteneciente a la Cañada Real Segoviana, que partiendo de la Dehesa de Fernán Núñez, en Siruela (Badajoz), desemboca en Menasalbas (Toledo), uniéndose allí a la cañada principal.
Se encuentra en la Ruta "Paisajes de Cabañeros" junto con Navas de Estena. Horcajo de los Montes posee parte de su término municipal dentro del Parque nacional de Cabañeros, con una pequeña aportación de monte público en la Sierra de la Celada o del Gavilán.

## Historia
Fueron, posiblemente, sus condiciones de abundancia de agua las que determinaron su creación como asentamiento. Existen pruebas de que en la Edad de Piedra hubo asentamientos humanos, habiéndose encontrado restos de piedras usados para trabajar las pieles.
El censo de la población en 1591 lo incluye entre los lugares de los Montes de Toledo con su iglesia y sus 109 vecinos y por tanto con su concejo, cuya jurisdicción se hallaba limitada por la Cuartilla y dependiente de la ciudad de Toledo. Su dependencia de Toledo queda asimismo corroborada con las relaciones topográficas de Felipe II en 1575.

## Monumentos y lugares de interés

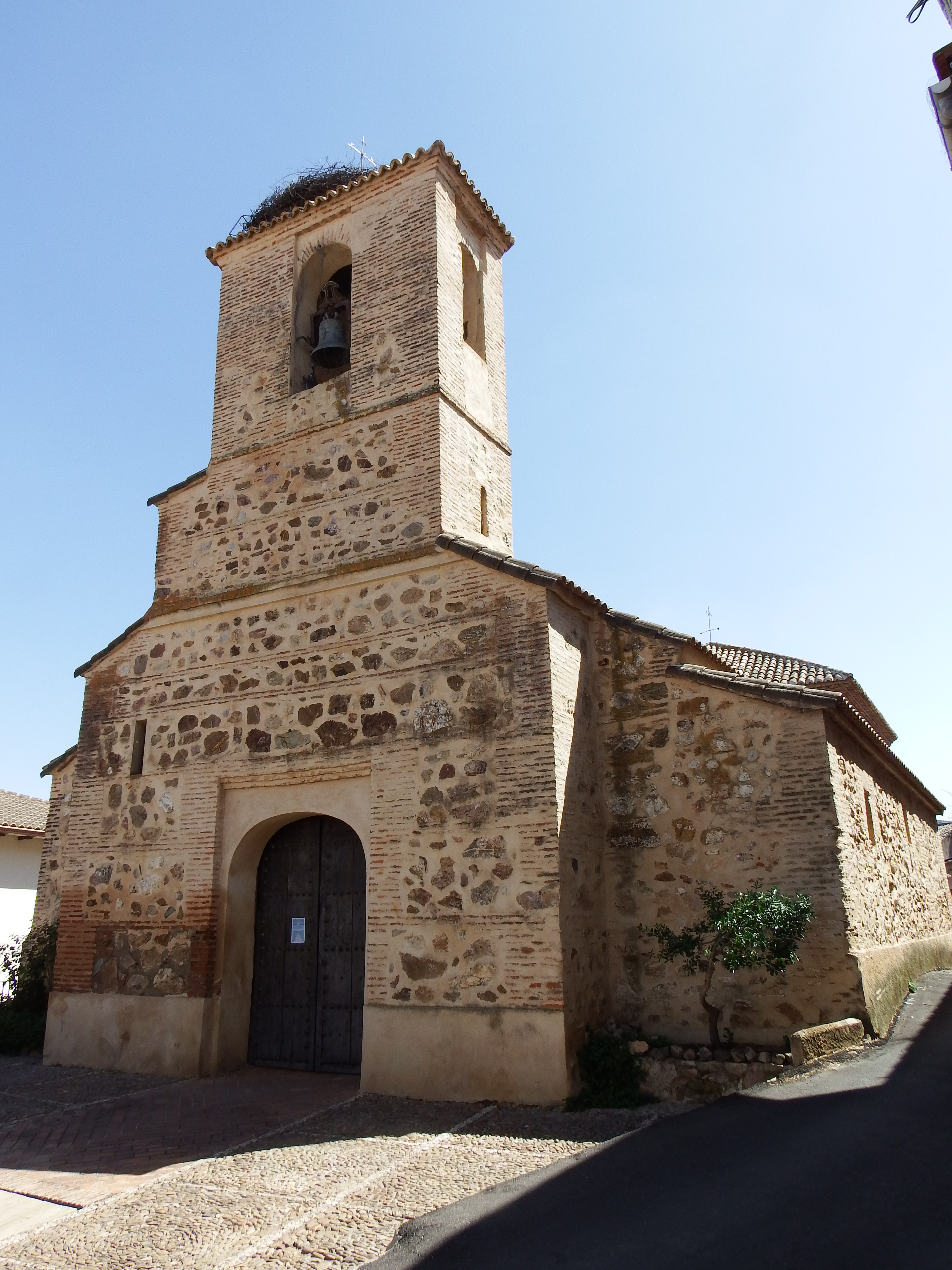
Iglesia de San Antonio Abad

Horcajo de los Montes cuenta con en sus inmediaciones con lugares de gran interés natural, cultural y paisajístico. 
- Parque nacional de Cabañeros: Horcajo cuenta con un centro de interpretación del parque nacional, del cual parten algunas rutas en el área sur del parque y visitas en 4x4 a la raña.
- Chorrera de Horcajo: Es un salto de agua de 12 m, declarado paisaje protegido por la Junta de Castilla-La Mancha.
- Museo Etnográfico: En él se pueden contemplar las técnicas empleadas en la construcción de las casas para conseguir cálidos cobijos en invierno, y, al mismo tiempo, ayudar, con sus gruesos muros, a sobrellevar la tórrida estación estival: adobe y piedra para las paredes y jara y madroño para los techos. El museo recoge también los materiales empleados secularmente en la creación de utensilios y aperos de labranza: piel y corcho, madera y juncos, cera, huesos. Muy interesante es el Lagar de Cera, del siglo XIX, construido en madera de roble procedente de las tierras de Cabañeros y la representación de las formas de elaboración del vino de pitarra, tradicional de Horcajo. Las técnicas de fotografía y representación en maquetas empleadas, han permitido recrear la forma de vida de los habitantes de la zona.
- Iglesia parroquial de San Antonio Abad: Su construcción podrá datarse en torno a los siglos XIV-XV. Iglesia de una sola nave, con cubierta a dos vertientes sobre arcos ligeramente apuntados que continúan los muros laterales a modo de contrafuertes. Estos elementos arquitectónicos se dan con regularidad en las iglesias de la zona. La cubierta del ábside, más elevada, ésta construida en madera a cuatro vertientes, con vigas sobre ménsulas decoradas en cuyo centro vemos motivos vegetales que parecen piñas. En sus paredes hay capillas adosadas, en una de ellas se encuentra la pila bautismal, de una sola pieza, con soporte central y brocal con gatallones, que veremos también en otras iglesias de la zona. Exterior con añadidos en ladrillo y mampostería, con contrafuertes semicirculares en cabecera y laterales. Entre los contrafuertes aparece una puerta donde predominan elementos arquitectónicos árabes, probablemente el conjunto más valioso que posee la iglesia. También destaca un arco polilobulado encerrado en un alfil, debajo de un doble arco mixtilíneo de forma muy singular.
- Ermita de Nuestra Señora de Guadalupe: de reciente construcción, se encuentra a unos 2 km del pueblo.

## Cultura
Todas las fiestas celebradas por los horcajeños conservan el sabor añejo de la tradición y la sencillez, siempre con motivos religiosos que suelen conllevar celebraciones eucarísticas como las procesiones o las romerías. Algunas de las celebraciones más populares en el municipio son:
- San Isidro: La fiesta del patrón de los labradores se celebra el 15 de mayo, con una gran romería.
- San Juan: Constituyen las fiestas patronales del pueblo. Se celebran en la semana del 24 de junio, y además de las celebraciones católicas anteriormente mencionadas (procesiones, paso del santo, etc.) se celebran diversos juegos y torneos rurales.
- Virgen del Carmen: Procesión y romería el 16 de julio
- Virgen de Guadalupe: El penúltimo sábado de agosto, se celebra la romería de Nuestra Señora de Guadalupe, en la que los horcajeños suben a la ermita situada sobre el valle en que descansa el pueblo, y la bajan hasta la iglesia. El 8 de septiembre se celebra una procesión en su honor por el pueblo, y se inicia un periodo de fiestas que, al modo de las de San Juan, finalizarán al sábado siguiente, en que se vuelve a subir a la Virgen a su ermita.
- Virgen del Pilar: 12 de octubre.

## Demografía
Horcajo de los Montes cuenta con una población de 795 habitantes (INE 2024).
| Gráfica de evolución demográfica de Horcajo de los Montes entre 1842 y 2021                                         |
| |
| Población de derecho según los censos de población del INE Población de hecho según los censos de población del INE |